# Печерський узвіз
Пече́рський узві́з — вулиця в Печерському районі міста Києва, місцевості Клов, Печерськ. Пролягає від вулиці Леоніда Первомайського до тупика.
Прилучається Рибальська вулиця (її кінцева частина також має назву Телеграфний провулок).

## Історія
Печерський узвіз виник на межі XIX — ХХ століть на початковому відрізку Собачої тропи. Мав назву Понтонний провулок (від понтонного батальйону, казарми якого були розташовані на Печерську). Під назвою Понтонний згадується у 1900 році, як Понтоннотелеграфний — у 1901 році. Сучасна назва — з 1952 року.

## Установи та заклади
- Центральна спеціалізована бібліотека для незрячих ім. М.Островського — № 5